# حق مخصوص من (عطر)
حق مخصوص من (به انگلیسی: Prerogative) یک عطر از بریتنی اسپیرز برای شرکت الیزابت آردن است. این محصول اولین عطر یونیکس است که توسط بریتنی اسپیرز تأیید شده‌است.